# Anacardium occidentale
Anacardium occidentale, también conocido como cayú, nuez de la India, anacardo, merey, cajú, casho, castaña de cajú, marañón, cajuil, caguil o pepa es un árbol originario de Sudamérica, del nordeste de Brasil. Se cultiva también en la costa de Colombia, el sur de 
Venezuela, Ecuador, Panamá, Perú y España. Muchos de sus componentes son utilizados en la elaboración de productos diversos, como por ejemplo dulces, cosméticos y medicamentos.

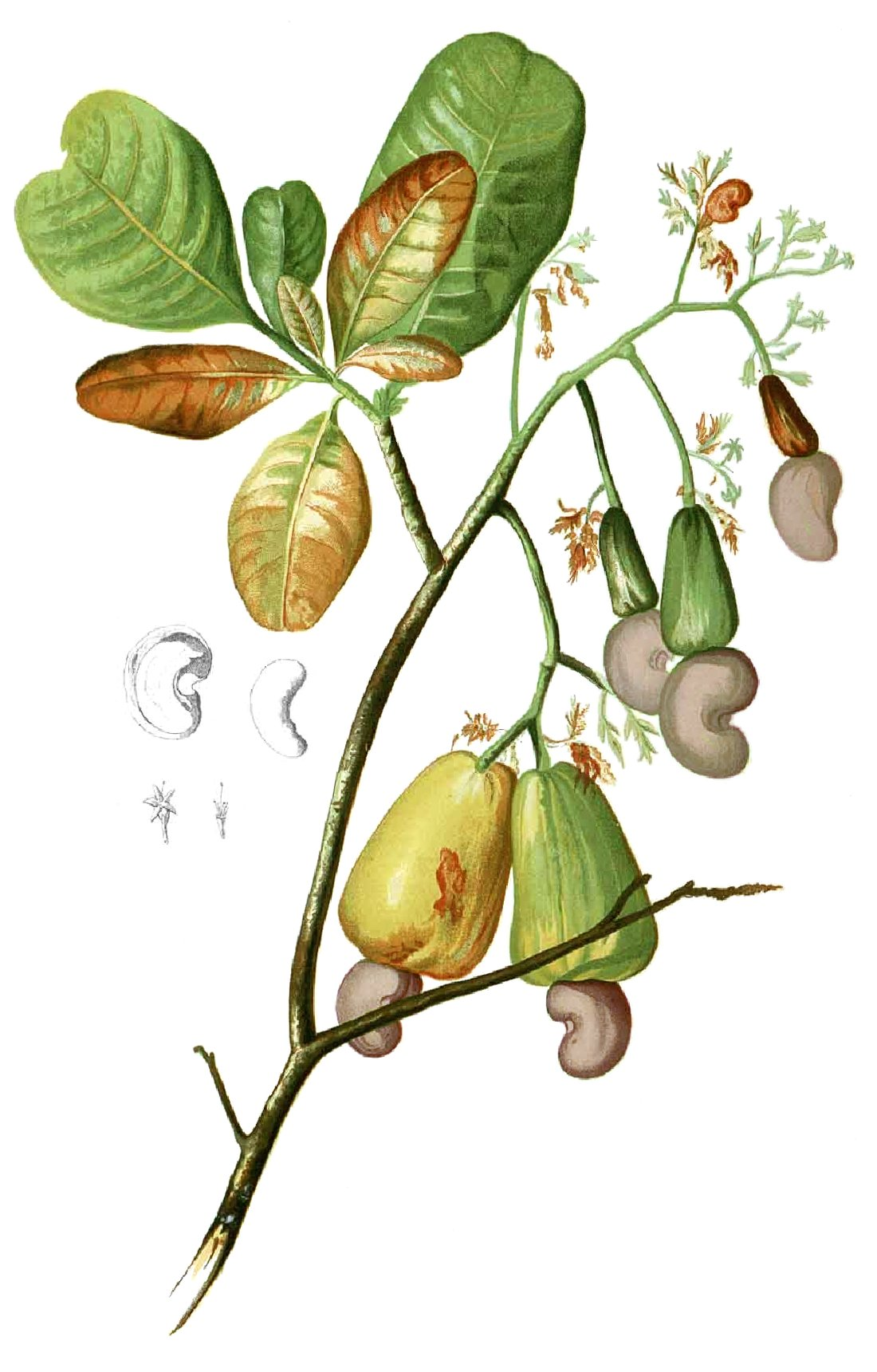
Ilustración

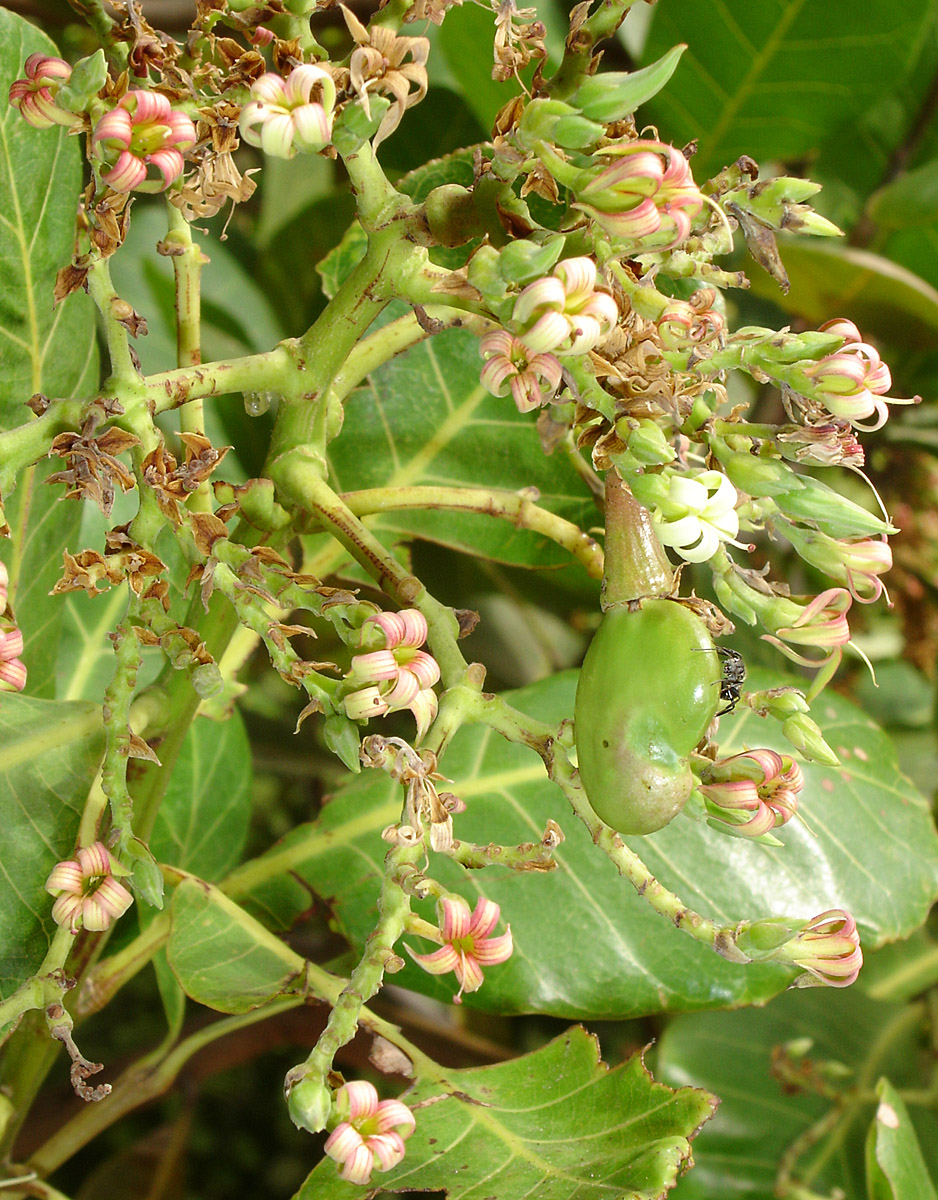
Flores

## Etimología
El cajú toma su nombre de la voz tupí acaiu: «aca» nuez, «iu» que produce.

## Descripción
Se caracteriza por ser un árbol de aspecto desarrollado, de altura aproximada entre 5 y 7 metros, perenne y cuyo tronco se ramifica a muy baja altura. La vida de un árbol de anacardo es de unos 30 años aproximadamente y produce frutos desde el tercer año de vida.

### Historia
Su nombre original en portugués es caju (pronunciado [ka'ʒu]), palabra que deriva del tupí acajú. Se dice que en el año 1558 el monje y naturalista francés André Thevet hacía referencia en sus relatos e ilustraciones a las plantas y su fruto. De cashú se deriva el término inglés cashew.
Cuando llegaron los colonizadores portugueses, les llamaron mucho la atención las propiedades nutricionales de sus nueces; se dice que llevaron las semillas a la India en 1568 y a partir de ahí fue introducido en el sudoeste asiático, llegando a África en la segunda mitad del siglo XVI. Estados Unidos hizo las primeras importaciones de semillas desde la India en 1905. Entre este año y 1914 se hicieron otras hacia Francia e Inglaterra.
En 1923 India exportaba 45 toneladas de semillas hacia EE. UU. En aquella época el viaje tenía una duración aproximada de 45 a 50 días. Ya para 1941 India manejaba casi el monopolio mundial de la exportación de este producto. A causa de la Segunda Guerra Mundial las exportaciones sufrieron una paralización en 1943, pero se reanudaron cuando el gobierno estadounidense permitió el comercio de las nueces desde India para conseguir su aceite corrosivo, ya que era considerado de interés bélico para el país.
En 1956 se creó en Brasil un campo experimental del Instituto de Investigación y Experimentación Agropecuaria del Nordeste con el fin de experimentar con siembras de anacardo a gran escala para su posterior estudio. Fue el ingeniero agrónomo Esmerino Gomes Parente quien sembró en este campo experimental un total de 36 plantas. En 1965 se realizó un trabajo de selección en el campo experimental para estudiar sus aspectos morfológicos. En 1976 se inició un programa de desarrollo agronómico de la siembra de semillas de anacardo injertando plantas jóvenes con plantas adultas para obtener frutos en un menor tiempo.
En los años noventa y comienzos del siglo XXI hubo un aumento en las exportaciones de este producto, convirtiéndose en uno de los alimentos con mayor demanda en el mundo.

### Tronco
Alcanza de 5 a 10 m de altura. El tronco irregular y ramificado a baja altura tiene 10 a 30 cm de diámetro. Exuda una resina que se emplea como goma. A la corteza se le atribuyen propiedades medicinales para curar diarreas, disenterías, infecciones de la garganta, hemorragias y cicatrizar heridas; también se usa para curtir pieles. Con la madera se fabrican mangos para herramientas.

### Hojas y flores
Las hojas son simples, alternas, obovadas, de 6 a 24 cm de largo y de 3 a 10 cm de ancho, glabras, con el ápice redondeado, cortamente pecioladas. Tiene inflorescencias en panículas terminales de numerosas flores verdes o amarillentas, aromáticas, de 10 a 20 cm de largo, masculinas o femeninas, cáliz con 5 sépalos; corola con 5 pétalos linear-lanceolados, de 7 a 8 mm de largo, verdosos con una franja rojiza.

### Fruto

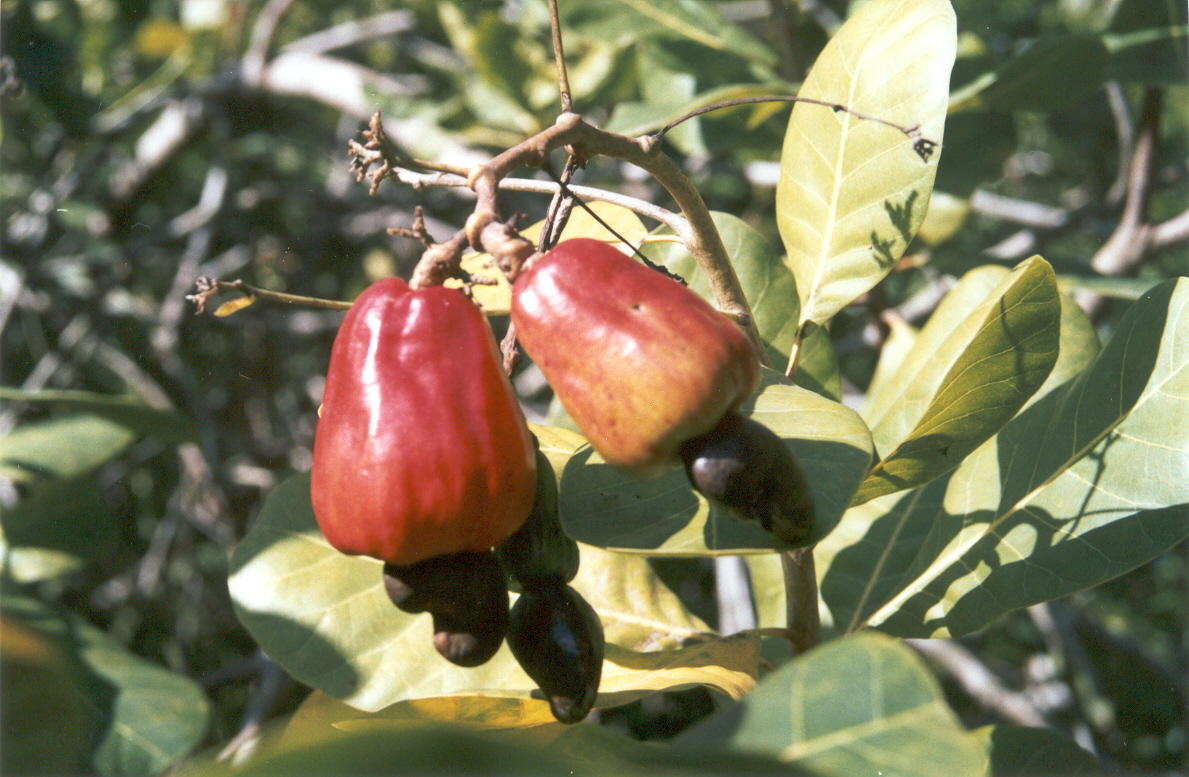
Frutos y castaña de cajú.

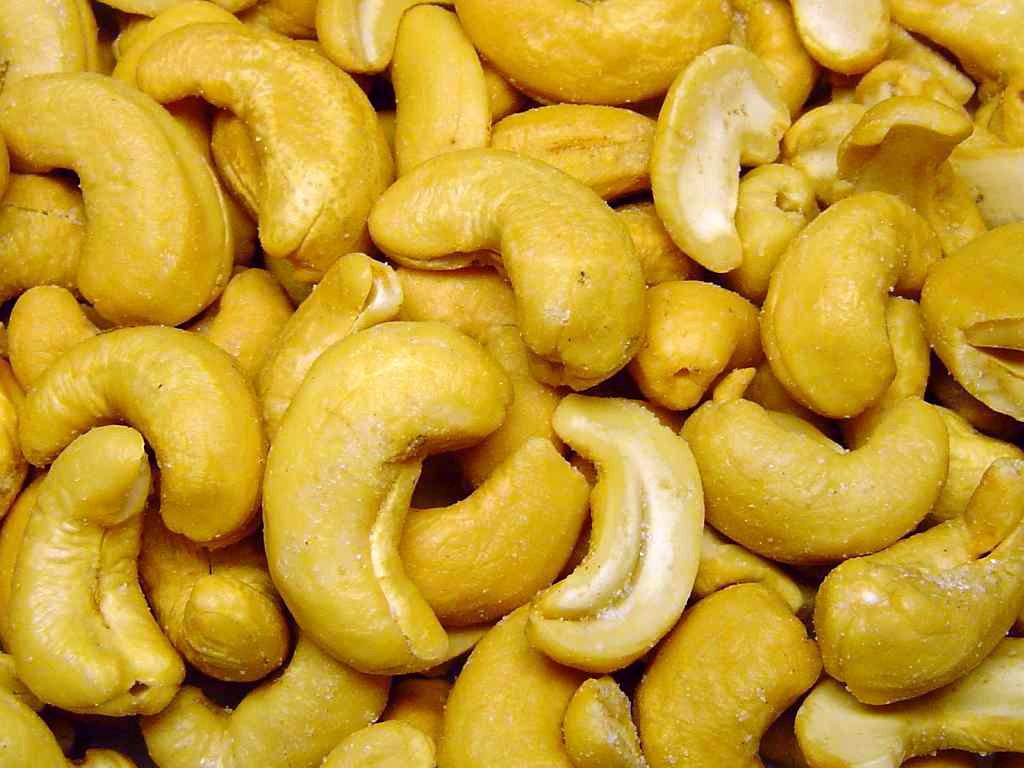
Frutos secos del cajú.

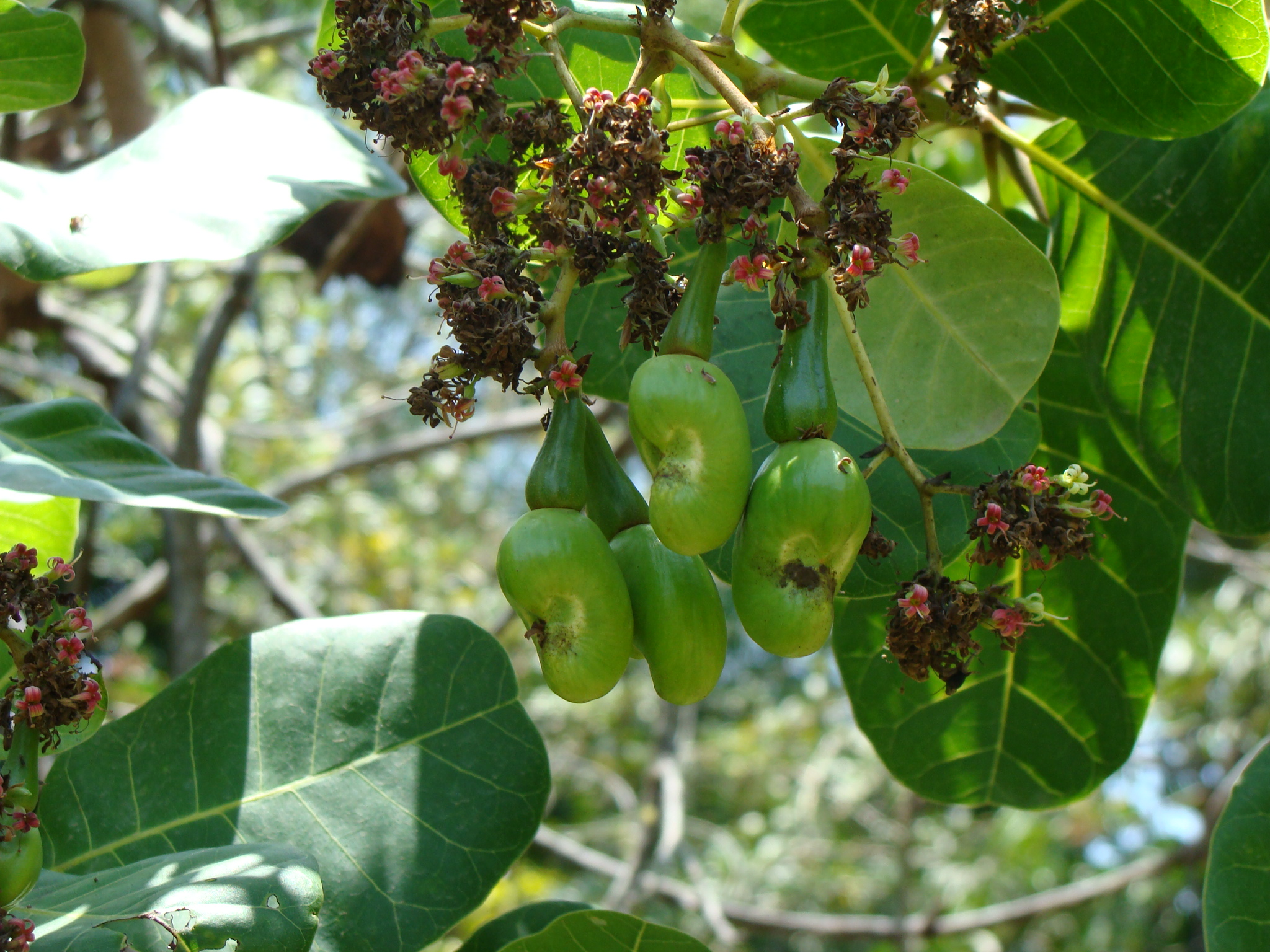
Semillas de merey con los pseudofrutos aún no desarrollados por completo.

El fruto consta de dos partes: el pseudofruto y la nuez o semilla.
El pseudofruto, denominado manzana de cajú, es el resultado del desarrollo del pedúnculo en una estructura carnosa característica de esta planta que se desarrolla y madura posteriormente en la nuez. Esta característica es la que da origen en raras ocasiones a la formación de un solo pseudofruto que integra por contacto a dos semillas ya desarrolladas. Es decir, que en este caso no es un fruto que da origen a dos semillas sino al contrario.
Su uso está relacionado con la fabricación de mermeladas, conservas dulces, jaleas, gelatinas, merey pasado, merey seco, vino, vinagre, jugos, etc. También puede consumirse como fruta fresca cuando está madura. A pesar de que esta parte del fruto posee un gran potencial, solo se procesa un 6% de la producción total actual ya que únicamente hay garantía de venta en el mercado para las semillas, debido a que éstas tienen mucha mayor demanda, son relativamente duraderas y también a que hay poca información sobre el resto de los derivados del pseudofruto.
Cabe destacar que el pseudofruto, cuya corteza es de color magenta o rojizo al madurar y su pulpa es de color amarillo naranja, tiene un sabor extremadamente agrio y astringente especialmente antes de que llegue a estar desarrollado por completo. Parece una especie de baya que, aunque es muy jugosa, no desarrolla semillas. También se le conoce como marañón. Y en Venezuela y República Dominicana como cajuil.
El fruto real es la nuez, localizada en la parte externa del pseudofruto y adyacente a este. Es de color gris con forma de riñón, duro y seco de unos 3 a 5 cm, en donde se aloja la semilla.
En el pericarpio de la nuez, específicamente en el mesocarpio, se aloja un aceite sumamente cáustico, de color café oscuro y sabor picante denominado cardol, formado por ácido oleico (C18H34O2) en un 55 a 64% y linoleico de 7 a 20% básicamente, además, es muy utilizado en la industria química para la producción de materiales plásticos, aislantes y barnices. En medicina se emplea como materia prima para crear medicamentos y las industrias de todo el mundo lo incluyen como componente de productos para insecticidas, pinturas, etc.
La semilla tiene una gran demanda a nivel mundial por sus propiedades nutricionales, además se utiliza en repostería y es muy recomendada en la dieta alimentaria.

### Clases
Existen dos especies diferenciadas. El llamado anacardo rojo y el anacardo común. El primero se caracteriza por su color y su forma más alargada, asociada en algunas culturas con la fertilidad. Curiosamente, necesita de climas húmedos (incluso nórdicos) para crecer.

## Producción mundial
| Principales productores de castaña de cajú (2018) (toneladas) | Principales productores de castaña de cajú (2018) (toneladas) |
| ------------------------------------------------------------- | ------------------------------------------------------------- |
| Vietnam                                                       | 2.663.885                                                     |
| India                                                         | 785.925                                                       |
| Costa de Marfil                                               | 688.000                                                       |
| Filipinas                                                     | 228.612                                                       |
| Benín                                                         | 215.232                                                       |
| Tanzania                                                      | 171.455                                                       |
| Mali                                                          | 167.621                                                       |
| Guinea-Bisáu                                                  | 150.934                                                       |
| Brasil                                                        | 141.418                                                       |
| Indonesia                                                     | 136.402                                                       |

Fuente

## Cultivo

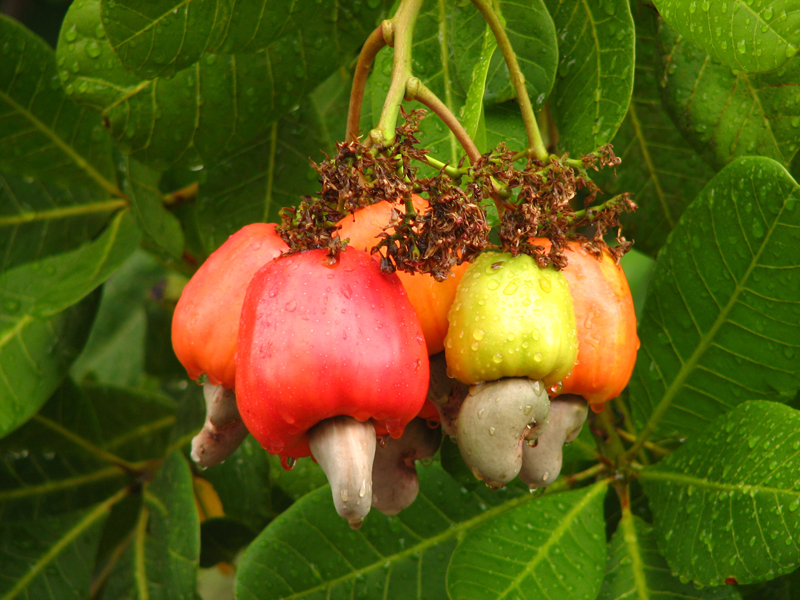
Anacardos.

Crece en climas tropicales húmedos (Af o Aw en la clasificación climática de Köppen, con temperaturas medias entre los 20 y los 30 °C, con una precipitación anual de 600 a 2000 mm o más, a una altitud menor de los 1000 m s. n. m.).
Tradicionalmente el mayor productor mundial fue Brasil, su lugar de origen, aunque actualmente el mayor productor es Vietnam seguido por India y Costa de Marfil en cuanto al volumen de exportaciones, con Brasil en un modesto noveno lugar mundial. Es cultivado en el Sureste Asiático, en América intertropical, desde Centroamérica, Panamá, Costa Rica, México, Colombia y Florida hasta las Antillas, Brasil y Venezuela, en Hawái y en muchas zonas de África, especialmente en Benín, Tanzania, Mali y Guinea-Bissau.
Se reproduce comúnmente por semillas, aunque también por acodo aéreo. Tiene crecimiento rápido, requiere zonas libres de frío y, aunque es poco exigente en cuanto a suelos (en el Macizo Guayanés, su lugar de origen, los suelos son poco profundos, predominantemente rocosos y arenosos), su producción aumenta considerablemente bajo cultivo en suelos más favorables. Aunque crece silvestre en su lugar de origen, cuando se trata de climas Aw o climas de sabana, los cultivos requieren del riego en verano, es decir, en el período de sequía.

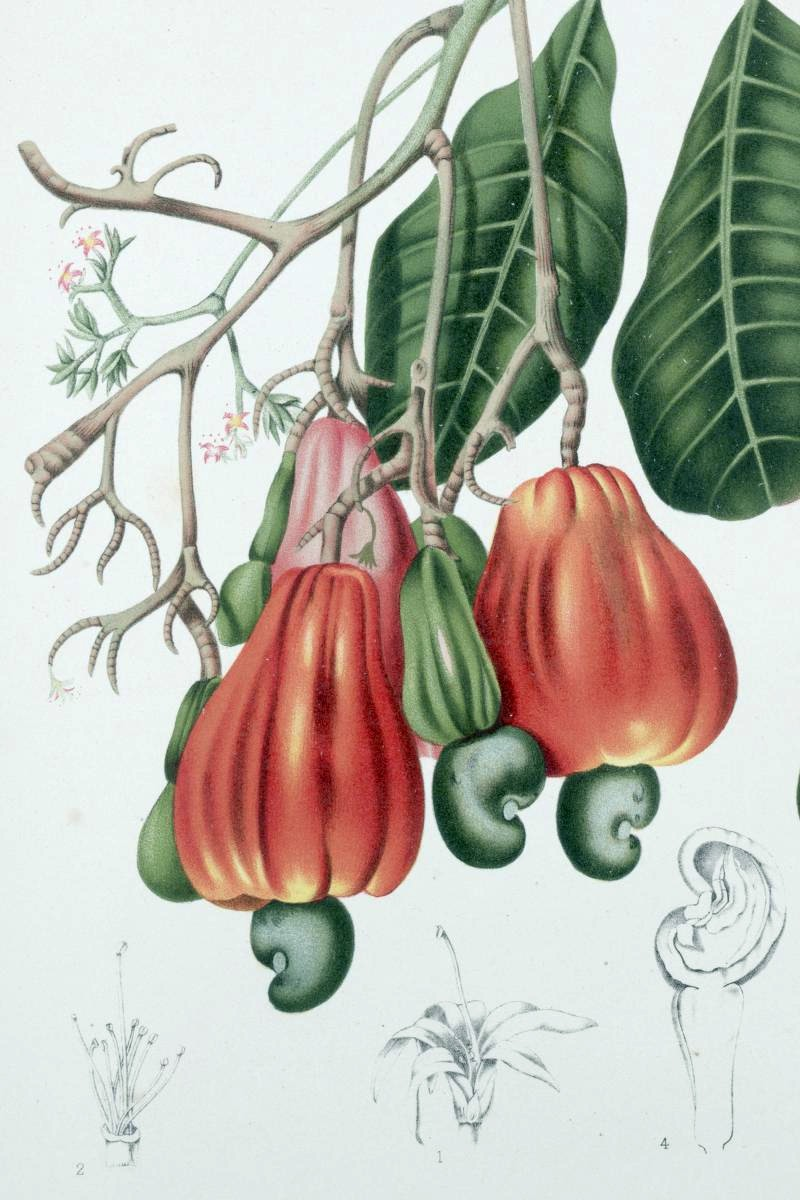
Ilustración

## Usos forestales no maderables
Entre los usos medicinales que presenta Anacardium occidentale en Colombia, la comunidad andoque macera e ingiere el extracto de la raíz, lo cual les sirve como antidiarreico. En la comunidad miraña raspan la corteza y la preparan en infusión de uso antidiarreico; también preparan una infusión azucarada con la prefoliación de las hojas, lo cual les sirve como expectorante. La comunidad tikuna toma la decocción de la corteza a manera de anticonceptivo cada mes, durante la menstruación.
En otras regiones de Colombia, como en los llanos orientales y en gran parte de la cuenca del Orinoco, que es compartida con Venezuela, se encontró que a partir del fruto preparan un vino de propiedades antidisentéricas, también usan el epicarpio y la semilla del fruto como vesicante dermatológico. En la cuenca del Orinoco también se halló que, en algunas regiones, toman la infusión de las hojas contra la hipertensión; asimismo, de las semillas extraen un aceite que sirve para eliminar barros, mezquinos, lunares, callos, verrugas. En algunas regiones de Brasil mascan la hoja para conservar la dentadura.
Como alimento, las comunidades indígenas colombianas como miraña, muinane, andoque, tukano, huitoto y yukuna, consumen el fruto fresco o la semilla tostada. Lo mismo sucede en El Salvador, en Centroamérica, donde su semilla tostada es comercializada y el seudofruto congelado se come en época calurosa. En los llanos orientales de Colombia a partir del seudofruto preparan helados y mermeladas.
En algunas regiones de Brasil extraen un aceite comestible de la semilla por métodos de presión. Como uso artesanal, la comunidad indígena Warrau de la cuenca del Orinoco obtiene una resina a partir de la maceración de ramas y hojas con la que preservan la madera de la pudrición y el ataque del comején.
En la cuenca del Orinoco y en los llanos orientales de Colombia, a partir de la extracción del jugo del epicarpio y la semilla se fabrica una tinta indeleble; también elaboran jabón artesanal a partir de la ceniza de la madera (leña); además, extraen taninos de la corteza y las hojas para curtir el cuero.
En Cuba, Costa Rica y Panamá se consumen ambas partes: seudofrutos y frutos o semillas conocidas como "pepitas" de marañón. Con la fruta carnosa se pueden preparar refrescos, que se toman fríos, y mermeladas, a las cuales se les agregan semilla asadas trituradas o dulces. Se cree adicionalmente que consumir el seudofruto fresco ayuda a la curación de la garganta irritada.

## Taxonomía
Anacardium occidentale fue descrita por Carlos Linneo y publicado en Species Plantarum 1: 383. 1753.
Etimología
- Anacardium: nombre genérico que deriva de la palabra procedente del griego kardia = corazón, por la forma de su fruto.

- occidentale: epíteto latino que significa "de occidente".[6]

Sinonimia
Nombres científicos sinónimos de Anacardium occidentale son:
- Acajuba occidentale, Gaertn.
- Anacardium amilcarianum, Machado
- A. curatellaefolium, A.St.-Hil.
- A. kuhlmannianum, Machado
- A mediterraneum Vell.
- A. microcarpum, Ducke
- A. othonianum, Rizzini
- A. rondonianum, Machado
- A. subcordatum, C.Presl
- Cassuvium pomiferum, Lam.
- Cassuvium reniforme, Blanco

Subespecies reconocidas
- A. o. americanum DC.
- A. o. gardneri, Engl.
- A. o. indicum, DC.
- A. o. ongifolium, C.Presl

## Nombre común
Su fruto es muy apreciado y en español recibe distintos nombres según la región:
- Acajú, en Colombia y Río de la Plata (en desuso)[7]
- Acayaiba del Brasil[8] o Alcayoiba
- Anacardo (en España)
- Cajú, en Perú[9]
- Cajuil (en República Dominicana)
- Caracoli de Nueva Granada[8] o Casoi de Filipinas[8]
- Castanha de caju (en Brasil)
- Castaña de cajú (en Uruguay, Argentina, Paraguay y Chile)[10][11]
- Cajuela o Caguela (en el interior de Uruguay en departamentos como Treinta y Tres y Cerro Largo por su límite con Brasil)
- Caujil, Cajuil o semilla de merey (Venezuela)
- Jocote marañón (en Guatemala)
- Marañón (en Perú, sureste de México, Colombia, Ecuador, Centroamérica, Cuba y Panamá. En este último la semilla recibe el nombre de" pepita de marañón")
- Merey (en Venezuela)
- Nuez de la India (específicamente su semilla, en el norte y centro de México, no confundir con la nuez de la India)
- Pangi[8] o Pajuil (en Puerto Rico)
- Marañón en El Salvador a las semillas ya secas se les llama semilla de Marañón.